# Afinată
Afinata este o băutură alcoolică realizată din sirop de afine la care se adaugă alcool.